# جانيد
جانيد أورتيز ، المعروفة باسم جانيد ، مغنية وكاتبة أغاني وممثلة ونجمة تلفزيون الواقع من بورتوريكو. من الناحية الموسيقية ، تقع بين أنواع موسيقى البوب اللاتينية وآر آند بي المعاصرة وإلكترونيكا. ولدت في مدينة نيويورك وترعرعت في بورتوريكو ، وبدأت في الحصول على التقدير لأول مرة في عام 2014 عندما أصدرت ألبومها الإسباني "La Magia" تحت تسمية موسيقى سوني لاتينية ، هاندشيك.